# Confrontos em Kasese em 2016
Os confrontos em Kasese irromperam em 26 de novembro de 2016 na cidade de Kasese, capital do reino ugandense de Rwenzururu, quando a Polícia Nacional de Uganda invadiu os escritórios do governo do Reino de Rwenzururu, matando oito guardas reais de Rwenzururu e prendendo dois outros. Segundo o governo de Uganda, a incursão  ocorreu em resposta aos ataques dos militantes aos postos policiais na região duas semanas antes, supostamente perpetrados pelos guardas reais.
No dia seguinte, as forças armadas e a polícia invadiram o palácio real de Rwenzururu após a expiração de um ultimato emitido pelo governo de Uganda, resultando na morte de 87 guardas reais e 16 policiais. Após os ataques, o Omusinga (rei) de Rwenzururu, Charles Mumbere, foi preso e acusado de homicídio.